# Ban (dret)
Un ban era el poder que tenien els reis germànics d'obligar i de castigar. En l'època carolíngia, es considerava que qualsevol delicte havia d'ésser castigat pel ban reial. Aquest poder el tenien, per delegació, els diferents funcionaris locals, com, per exemple, els comtes. Al segle x, aquests comtes s'apropiaren, de fet, del poder que abans tenia el rei. Cap a l'any 1000, alguns veguers comtals, els castlans, els antics fidels reials i els senyors eclesiàstics immunes també s'apropiaren del ban. A l'inici del segle xi, hi hagué la desintegració del poder públic, fet que va portar que un gran nombre de senyors s'apropiessin del ban i de la jurisdicció. Les càrregues que pesaven sobre els pagesos que vivien en una senyoria banal, podien tenir un origen militar (obres al castell o albergues), econòmic (lleudes), fiscal (censos i monopolis) o bé judicial. S'hi afegiren altres càrregues arbitràries (forces, toltes, talles). La senyoria banal, segons Pierre Bonnassie, fou la base material sobre la qual es construí l'edifici feudal. El ban també era, a l'edat mitjana, la pena pecuniària que havien de pagar tots aquells que infringien una llei.